# Операция «Можжевеловый щит»
Операция «Несокрушимая свобода» — Сахара (англ. Operation Enduring Freedom — Trans Sahara (OEF-TS)) — это часть американской военной операции «Несокрушимая свобода», официальной целью которой называется борьба с международным терроризмом. В 2012 году название операции было изменено на Операция «Можжевеловый щит» (англ. Operation Juniper Shield), хотя вплоть до 2014 года использовались оба названия.
Странами-партнерами США по операции являются Алжир, Буркина-Фасо, Чад, Мали, Мавритания, Марокко, Нигер, Нигерия, Сенегал и Тунис. Целью операции является помощь этим государствам в осуществлении контроля за своей территорией и поддержания стабильности, борьба с террористической угрозой, торговлей наркотиками и повышение профессионализма их силовых структур. Она не предусматривает прямого участия американских военных в боевых действиях, а заключается в подготовке вооруженных сил стран-партнеров, модернизации их военно-технической базы, помощи в патрулировании границ, консультировании.
Операцией руководит командование ВС США в Африке (АФРИКОМ). В 2014 финансовом году бюджетные расходы США на проведение операции предусмотрены в размере $51 млн, на 2015 финансовый год были запланированы в размере $40 млн.
К 2019 году общая численность военнослужащих США в Африке оценивалась в 6 000 человек и еще 1 000 гражданских служащих и военных подрядчиков.

## Ход конфликта

### 2004 год
На военную кампанию в Сахаре в 2004 году конгресс США выделил администрации Джорджа Буша младшего более 100 миллионов долларов. Первое американское спецподразделение прибыло в Мавританию 10 января — эта дата считается началом операции «несокрушимая свобода» в Сахаре. Первой целью экспертов США стало обучение африканских коллег методам борьбы с боевиками.

### 2006 год
Исламисты Алжира объявили о присоединении к Аль-Каиде, в результате чего появилась организация Аль-Каида в странах исламского Магриба.

### 2007 год
26 февраля было достигнуто соглашение между властями Алжира и вооружёнными отрядами туарегов о совместном противодействии отрядам Аль-Каиды.
В Алжире тем временем резко возросло количество терактов, ответственность за которые взяла на себя Аль-Каида. 10 апреля была проведены 2 взрыва — возле здания правительства страны и возле полицейского участка недалеко от международного аэропорта. Жертвами стали около 30 человек, а ещё 100 были ранены. 6 сентября в городе Батна террорист-смертник был раскрыт и привёл в действие взрывное устройство, в результате чего погибло 20 сотрудников правоохранительных органов, пытавшихся обезвредить террориста, а 8 сентября в городе Деллис на территории казарм береговой охраны был подорван грузовик с 800 кг взрывчатки — в результате погибло 37 человек. 11 декабря возле зданий Верховного Суда Алжира и агентства ООН с интервалом около 10 минут произошли 2 взрыва, унёсшие жизни 76 человек, 17 из которых являлись сотрудниками ООН. 24 декабря было совершено разбойное нападение на группу французских туристов, в результате которого 4 человека погибли и ещё 1 был ранен. Власти Алжира обвинили в этом нападении организацию Аль-Каида в Исламском Магрибе.
Во второй половине 2007 года произошли первые и на данный момент единственные потери в технике с обеих сторон конфликта:
- 12 сентября в воздухе над Алжиром огнём крупнокалиберного пулемёта был повреждён американский военно-транспортный самолёт C-130. Как сообщается, из экипажа никто не пострадал, а самолёт смог благополучно приземлиться на аэродроме назначения.
- 20 сентября чадские войска уничтожили 2 автомобиля возле границы с Алжиром. Как утверждается, автомобилями управляли исламистские боевики.

В 2007 году влияние Аль-Каиды распространилось на повстанческие группировки Мали, что привело к разрушению туристической индустрии, к бегству неправительственных гуманитарных организаций и сделало невозможным любую внешнюю помощь региону.

### 2008 год
1 февраля в столице Мавритании Нуакшоте группа вооружённых людей подъехала к посольству Израиля и, обстреляв его из автоматов, скрылась. Сообщений о жертвах не поступало, однако данное нападение имело большой психологический эффект, показав, что официальные власти Мавритании не способны контролировать ситуацию даже в столице.
В конце лета 2008 года лидер организации «Аль-Каида в Исламском Магрибе» Абу Мусаб Абдул Вадуд призвал всех мусульман Магриба к джихаду.

### 2009 год
19 января британская газета The Sun сообщила, что в Сахаре было обнаружено тело одного из боевиков, умершего от чумы. Это сообщение вызвало появление волны домыслов и предположений в средствах массовой информации, в которых, в частности, указывалось, что от чумы уже погибло более 40 террористов, а также строились догадки, что выспышка смертельной болезни якобы является результатом вышедшей из под контроля разработки террористами биологического оружия.
- 23 февраля 2009 В Алжире исламисты убили девять охранников[18].
- 25 февраля 2009 На севере Африки перехвачена крупная партия оружия для «Аль-Каиды»[19].
- 29 марта 2009 «Аль-Каида» предложила обменять шесть дипломатов и туристов на 20 боевиков[20].
- 6 апреля 2009 «Аль-Каида» призвала алжирцев не голосовать за Абдельазиза Бутефлику на президентских выборах[21].
- 20 апреля 2009 Борьба с «Аль-Каидой» взвинтила цены на картофель в Алжире[22].
- 22 апреля 2009 В Мали освобождён спецпредставитель ООН Роберт Фоулер[23].
- 27 апреля 2009 «Аль-Каида» выдвинула ультиматум властям Великобритании[24].
- 6 мая 2009 В Алжире 14 исламских боевиков приговорены заочно к смертной казни[25].
- 3 июня 2009 «Аль-Каида» казнила британского заложника[26].

Алжирские боевики «Аль-Каиды» взорвали автоколонну с полицейскими и учителями: 10 человек убиты.
- 11 июня 2009 Один из высших представителей военной разведки африканской республики Мали, расследовавший деятельность террористической организации «Аль-Каида» на севере Африки, полковник Ламана Оулд Шейх был убит в городе Тимбукту[28].
- 17 июня 2009 Армия Мали атаковала базу «Аль-Каиды» недалеко от алжирской границы. В районе города Тимбукту были убиты десять боевиков. Потери армии Мали составили пять человек[29].
- 18 июня 2009 В результате засады боевиков, погибло 24 полицейских в Алжире[30].
- 6 июля 2009 В результате двух боёв с исламистами «Аль-Каиды» в северо-восточном пустынном регионе страны, возле населённого пункта Тесали правительственные войска Мали потерял десятки солдат, а ещё 20 — пропали без вести, в том числе полковник правительственных войск[31] Исламисты заявили об убийстве 28 малийских солдат и об захвате в плен троих солдат правительственных войск[32]
- 29 июля 2009 Алжирские боевики убили 20 военнослужащих,7 солдат ранено. Потери боевиков 5 человек[33][34].
- 9 августа 2009 У посольства Франции в Мавритании взорвался смертник. Ранены двое сотрудников дипмиссии[35].
- 21 октября 2009 США вооружат Мали для борьбы с «Аль-Каидой»[36].
- 31 декабря 2009 За похищенных в Мавритании испанцев «Аль-Каида» требует 7 млн долларов[37].

### 2010 год
В четверг, 22 июля, от 20 до 30 французских военных совместно с военнослужащими Мавритании провели спецоперацию по спасению заложника. Они провели рейд на один из лагерей террористов в Мали. В ходе спецоперации были уничтожены шестеро боевиков. Однако военным не удалось обнаружить доказательств того, что Жермано находился на этой базе.
Рейд армии Мавритании в северные районы Мали.

### 2017 год
3 октября 2017 года в Нигере смешанное американско-нигерское подразделение, участвовавшее в поисках лидера местных исламистов, попало в засаду у деревни Тонго-Тонго, погибли 4 американских спецназовца, 4 нигерийских солдата и переводчик.

### 2019 год
В августе 2019 года в Нигере близ столицы страны Ниамея была создана база американских беспилотных летательных аппаратов для нанесения ударов по территории сопредельных Ливии, Мали и Нигерии.